# Sulhamstead Bannister Lower End
Sulhamstead Bannister Lower End var en civil parish från 1866 till 1934 då den blev en del av Sulhamstead Bannister, i grevskapet Berkshire, i England. Civil parish var belägen 8 km från Reading och hade 124 invånare år 1931.